# Antoni Zięba (piłkarz ręczny)
Antoni Zięba (ur. 1954, zm. 1986) – polski piłkarz ręczny, prawoskrzydłowy. Przez większość kariery sportowej związany z Koroną Kielce.
Urodził się we Włostowie w powiecie opatowskim. Był wychowankiem Wisły Sandomierz (uważany za jednego z najlepszych w historii klubu). Następnie reprezentował barwy Sparty Katowice. W 1977 przeszedł do Korony Kielce. Rok później wywalczył z nią awans do ekstraklasy, a w 1980 zdobył brązowy medal mistrzostw Polski. Kolejny sukces odniósł pięć lat później (1985) – wraz z kieleckim klubem sięgnął po Puchar Polski. W 1986 wyjechał do Niemiec. W tym samym roku zginął w wypadku samochodowym.
Jeden z najskuteczniejszych prawoskrzydłowych Korony. Kandydat do „Siódemki Marzeń” kieleckiego klubu w plebiscycie zorganizowanym w 2006 roku (ostatecznie się w niej nie znalazł). W 2010 odbyła się w Kielcach piąta edycja memoriału (turniej piłki ręcznej juniorów) poświęconego jego pamięci.

## Osiągnięcia
- Brązowy medal mistrzostw Polski (1): 1980
- Puchar Polski (1): 1985